# Jacques Carabain

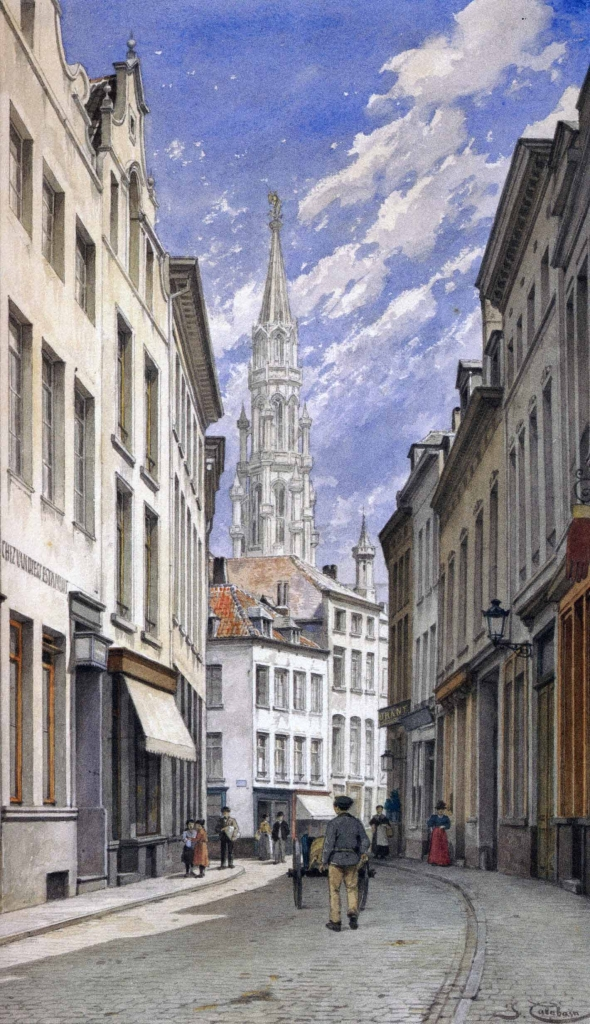
Stoofstraat en stadhuis, Brussel

Jacques Carabain (Amsterdam, 23 februari 1834 – Schaarbeek, 2 januari 1933) was een Nederlands-Belgisch kunstschilder van stadsgezichten.

## Afkomst
Hij is geboren als Jacob Frans Jozef Carabain, zoon van Jacob Carabain en van Jacoba Scheude Groothuijse. Hij huwde Helena Théodora Ricken en had drie kinderen: Jean-Jacques, Emile-Crétien, Victor Eugène. Twee van zijn zonen, Victor Carabain (geboren ca. 1863) en Emile Carabain, werden eveneens kunstschilder (Victor vooral marines; Emile stillevens); zijn kleinzoon Emile Carabain (geboren ca. 1902) werd beeldhouwer. Jacques Carabain verkreeg in 1880 de Belgische nationaliteit.

## Levensloop

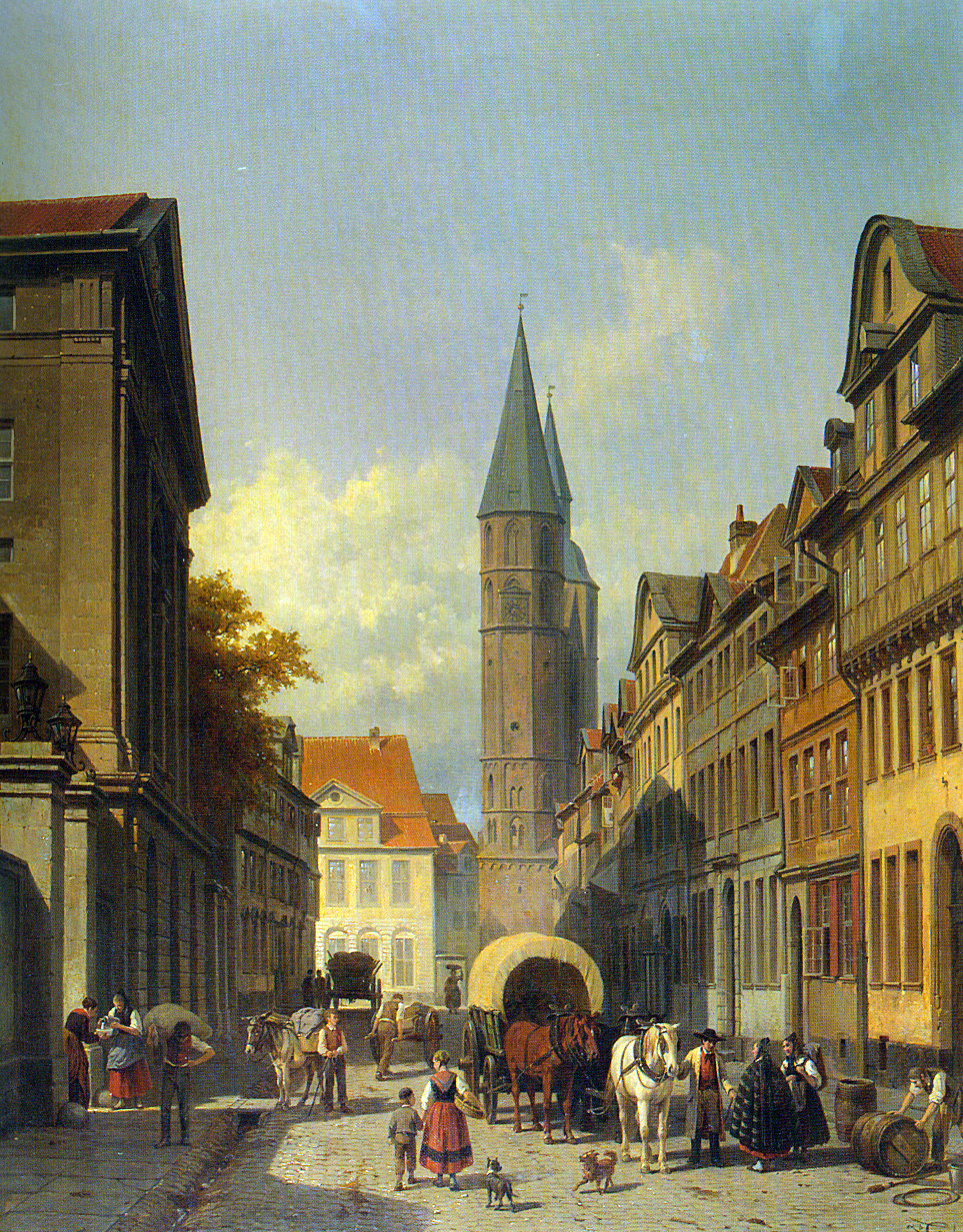
A Busy Street in a German Town

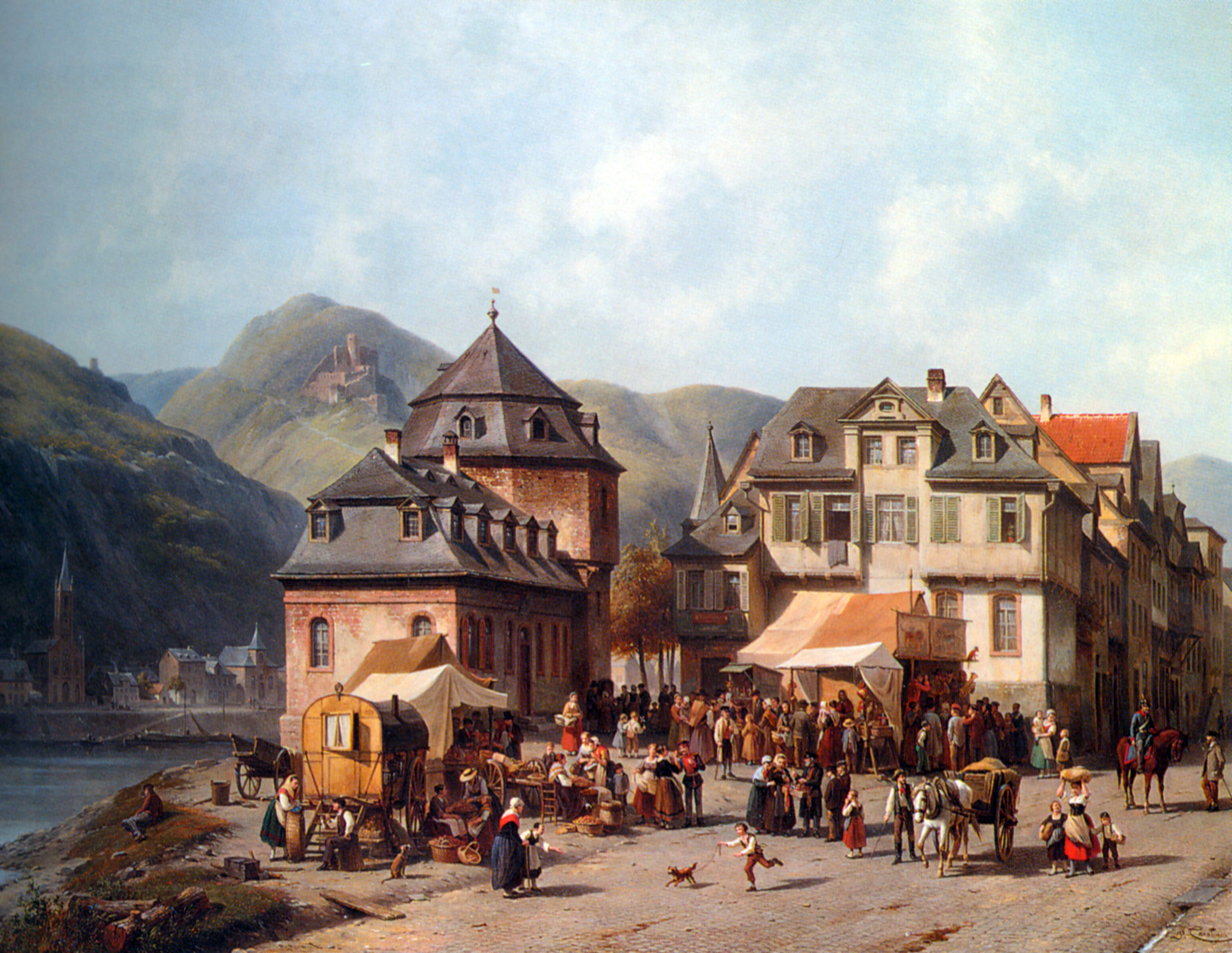
St. Goar am Rhein

Jacques Carabain was leerling van de Amsterdamse academie, waar hij Jacobus Schoemaker Doyer en Valentijn Bing (1812-1895) als leraars had. Hij specialiseerde zich in het uitbeelden van stadsgezichten, al schilderde hij ook wel – vooral in het begin van zijn carrière - marines en rivierlandschappen. Carabain woonde en werkte te Amsterdam tot omstreeks 1856, dan verhuisde hij naar Schaarbeek. In zijn Nederlandse jaren exposeerde hij in de "Tentoonstelling van Levende Meesters" van Amsterdam 1852 en Den Haag 1853 met resp. "Landschap" en "Rotsachtig landschap".
Van 1894 tot 1897 schilderde hij 59 aquarellen van het oude Brussel. Dit gebeurde op vraag van burgemeester Karel Buls, die bezorgd was om de ontwikkelingsplannen van koning Leopold II.
Carabain woonde in de Marktstraat 18 in Brussel, later in de Vifquinstraat 54 te Schaarbeek. Op hetzelfde adres vinden we later zijn zonen Victor en Emiel terug.

## Situering en thematiek
Samen met François Bossuet, François Stroobant, Jan-Michiel Ruyten en Jean-Baptiste Van Moer behoort Jacques Carabain tot de beste schilders van stadsgezichten die in de 19de eeuw in België actief waren. Zijn thematiek omspant niet alleen de meeste oude steden in België en Nederland, maar ook pittoreske stadsgezichten in Italië, Duitsland, Frankrijk, Oostenrijk, landen die hij ook allen heeft bezocht.
Net als zijn genoemde collega's had Carabain een voorliefde voor het uitbeelden van middeleeuwse of barokke stadscentra, met de nadruk op het schilderachtige: oude kerken, gevelrijen, marktpleinen, meestal met monumentale waterpompen, stadspoorten, enz., en dit alles geanimeerd met kleurrijke personages, betrapt in hun dagelijkse bezigheden.
Het is zeer moeilijk om een juiste chronologie van zijn werken te bepalen, uitgezonderd natuurlijk de gevallen waar een datering uitsluitsel geeft. Een datering is te vinden op een etiket op de verso van schilderijen waarop de kunstenaar in handschrift signeert, dateert en het schilderij lokaliseert. Helaas is zo'n etiket vaak verdwenen.
Zijn stijl leunt aan bij die van François Bossuet, maar is misschien iets zonniger van toets en gaat iets minder ver in het detail. Ook hernam hij, naar het gebruik van zijn tijd, geregeld oude succesthema's.
Enkele titels verduidelijken zijn interesse als veduteschilder:
- "Gezicht te Filsen aan de Rijn"
- "Judengasse in Salzburg"
- "Middellandse Zeekust bij Nice"
- "Via Rocobondo in San-Remo" (Tentoonstelling Levende Meesters Amsterdam 1877)
- "Piazza delle Erbe te Padoua" (Salon 1883, Dijon)
- "De Dogana di Mare te Venetië" (Salon 1887, Dijon)
- "Gezicht op Cività Lavinia nabij Rome" (Salon 1879, Brugge)
- "De Lesse gezien bij de uitgang van de grotten van Han"
- "Groentemarkt op de Grote Markt te Brussel"
- "Bloemenmarkt op de Grote Markt te Brussel" (1886)
- "Straat te Narni" (Salon 1881, Brussel)
- "Piazza d'Erbe te Verona" (Salon 1881, Brussel)
- "Groentemarkt achter de basiliek te Vincenza" (Salon 1883, Gent)
- "De San Giuseppeboog te Siena" (Salon 1883, Gent)
- "De kerk van Sint-Kwintens-Lennik" (1916)
- "Bloemenverkoopster te Riva aan het Gardameer" 1921
- "Via Mezzo in Bordighera"
- "Straat te Monterosso"
- "Vismarkt te Chioggia"
- "Une Noria tussen Bordighera en Ventimiglia"
- "Kust te Amalfi" (1902)
- "Molen de Noord" (1910)
- "Italiaanse melkvrouw" (1926)
- "Rustieke huizen te Corti met wasvrouw en spelende kinderen" (1926).

Omstreeks 1885 verbleef hij enige tijd in Australië: In 1885 nam hij deel aan een tentoonstelling in de Victorian Academy of Arts. En ook titels van sommige werken doen dat vermoeden: "Collins Street, Melbourne" (1889), "Town Hall, Melbourne" (1890), "King William Street, Adelaide" (1907). Tijdens dezelfde reis was hij ook in Californië.
Van 1894 tot 1897 maakte hij 59 aquarellen van Brusselse achterwijken in opdracht van burgemeester Karel Buls.

## Tentoonstellingen
Carabain nam in de periode 1852-92 geregeld deel aan de tentoonstellingen van Levende Meesters in Den Haag en Amsterdam, alsook aan de Belgische salons. Hij behaalde medailles tijdens de kunsttentoonstellingen te Londen in 1873 en 1874 en te Duinkerke in 1876.

## Musea en openbare verzamelingen
- Auckland Art Gallery
- Bonn
- Brussel, Stedelijk Museum Broodhuis: aquarellen
- Brussel, Stadhuis: gezichten op Brussel
- Brussel, Museum van Elsene
- Enschede, Rijksmuseum Twente: Huizen aan het water
- Ieper, Stedelijk Museum: Grote markt te Brussel
- Maaseik, John Selbach Museum
- Melbourne, La Trobe Library
- Philadelphia, Philadelphia Museum of Art: Straat te Zug in Zwitserland (1891)
- Praag, Museum Rudolfinum
- Poggiodomo
- 's-Hertogenbosch, Noord-Brabants Museum: Markt te 's-Hertogenbosch[1]